# زبان‌های نیجر-کنگو
زبان‌های نیجر-کنگو یکی از خانواده‌های زبانی جهان را تشکیل می‌دهند. این زبان‌ها در بین مردم بومی آفریقا (در آفریقای زیر صحرا) به‌کار می‌روند. این خانواده با داشتن ۷۰۰ میلیون سخنگو (۲۰۱۵) سومین خانواده بزرگ جهان از نظر شمار گویشوران و بزرگ‌ترین زبان آفریقا از نظر منطقه جغرافیایی، شمار گویشوران و شمار زبان‌هاست. عموماً این خانواده با داشتن ۱٬۵۴۰ زبان مجزا به عنوان بزرگ‌ترین خانواده زبانی جهان از نظر شمار زبان‌ها در نظر گرفته می‌شود.
زیرگروه زبان‌های بانتو در این خانواده به تنهایی ۳۵۰ میلیون گویشور دارد. پرگویشورترین زبان‌های نیجر-کنگو از نظر گویشوران بومی زبان‌های یوروبایی، ایگبو، فولانی و زولو هستند. پرگویشورترین زبان این خانواده از نظر گویشوران کل نیز زبان سواحلی است که در شرق و جنوب شرق آفریقا نقش زبان میانجی را دارد.
رابطه ژنتیکی میان هسته نیجر-کنگو (به نام زبان‌های اطلسی) کاملاً پذیرفته شده‌است ولی ساختار داخلی آن به خوبی ثبت نشده‌است. دیگر شاخه‌های اصلی این خانواده دونگون، مانده، ایجاو، کاتلا و راشاد هستند. ارتباط زبان‌های مانده هرگز اثبات نشده‌است و بدون آن اعتبار خانواده نیجر-کنگو به عنوان یک خانواده کل (در مقابل اطلس-کنگو یا زیرخانواده‌های مشابه) ثابت نشده‌است.
یکی از متمایزترین خصوصیات مشترک در زبان‌های اطلسی استفاده از سامانه سطح اسمی است که اساساً یک سامانه جنسیتی با چندین جنسیت است.

## ریشه
این خانواده زبانی به احتمال زیاد از ناحیه‌ای که پیش از گسترش بانتو در آن جا رایج بودند، (یعنی غرب یا مرکز آفریقا) منشأ گرفته‌اند. گسترش آن‌ها ممکن است همراه با گسترش کشاورزی در ساحل صحرا و همزمان با دوره پربارش نوسنگی آفریقا باشد.
به گفته راجر بلنچ، همه متخصصان در زبان‌های نیجر-کنگو به دلایلی از جمله سامانه طبقه‌بندی اسمی مشترک آن‌ها، الحاقات واژگانی مشترک و واژگان پایه‌ای مشترک، معتقدند که آن‌ها ریشه مشترک دارند، نه اینکه صرفاً یک طبقه‌بندی نوع شناختی تشکیل دهند. از زمان دیدریش وسترمن در سال ۱۹۲۲، طبقه‌بندی‌های مشابهی برای خانواده نیجر-کنگو انجام شده‌است. ژوزف گرینبرگ این سنت را ادامه داد و آن را به عنوان نقطه شروع طبقه‌بندی زبانی نوین در آفریقا قرار داد و در دهه ۱۹۶۰ از برجسته‌ترین کارهای خود را در این زمینه منتشر کرد. با این وجود، دهه‌ها بحث فعالانه‌ای در مورد طبقه‌بندی‌های فرعی مناسب زبان‌ها در این خانواده زبان وجود داشته‌است. هیچ واژگان یا دستور مشخصی از «نیانیجر-کنگو» برای این خانواده نیز به‌طور کلی ایجاد نشده‌است.

## شاخه‌های بزرگ

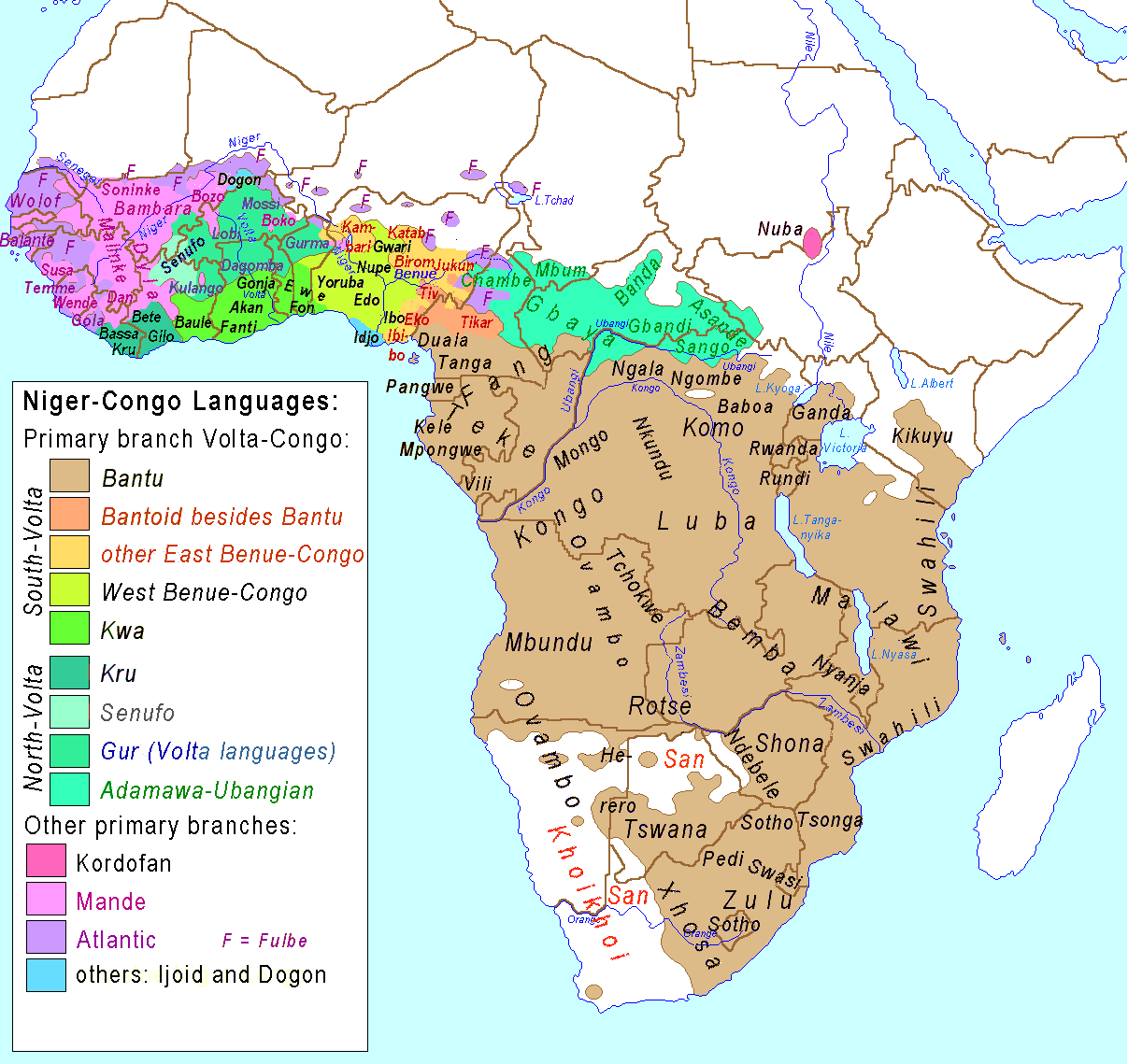
نقشه کلی

در زیر مروری بر گروه‌های زبانی است که معمولاً در خانواده نیجر-کنگو گنجانده می‌شوند. رابطه ژنتیکی برخی از شاخه‌ها به‌طور جهانی پذیرفته نشده‌است و گاه ارتباط میان‌شاخه‌ای نیز نامشخص است. هسته اصلی گروه نیجر-کنگو زبان‌های اطلس-کنگو هستند.

### اطلس-کنگو
خانواده اطلس–کنگو شامل زبان‌های اطلسی (که خود یک شاخه نیستند) و زبان‌های ولتا-کنگو می‌شوند. این خانواده بیش از ۸۰٪ از جمعیت نیجرکنگو یا نزدیک به ۶۰۰ میلیون نفر (۲۰۱۵) گویشور را شامل می‌شود.
اطلسی
این خانواده چندنیا دارای حدود ۳۵ میلیون گویشور مطابق ۲۰۱۶ هستند که بیشتر به زبان‌های فولانی و ولوف سخن می‌گویند. این خانواده به عنوان یک گروه معتبر در نظر گرفته نمی‌شود.
- زبان‌های سنگامبیایی
- زبان‌های باک
- زبان‌های مل
- زبان لیمبا
- زبان گولا

ولتا-کنگو
- شمال-ولتا
  - کرو
  - آدامباوا–اوبانگی:
    - آدامباوا
    - اوبانگی

  - گور
  - سنوفو
- جنوب-ولتا
  - کوا
  - ولتا–نیجر
    - گبه
    - ییای:
      - یوروبی
      - ادویی
      - آکوکو
      - ایگبویی

    - نوی:
      - نوپویی
      - اوکو
      - ایدومی

    - آیره–آهان

  - پیوند بنیو–کنگو[۱۱]
    - بانتویی–کراس:
      - رود کراس
      - بانتویی شمالی:
        - داکویی?
        - فام?
        - تیکار?
        - مامبیلی

      - بندی
      - بانتویی جنوبی:
        - تیووی–ببویی:?
        - اکویی–امبه
        - مامفه
        - گرسفیلدز
        - جاراوی–امبام
        - بانتو

    - نیجریه‌ای مرکزی (پلاتویی)
    - سایر: اوکان، فالی بایسا، تیتا

### سایر
زبان‌های نیجر-کنگو قلمدادشده خارج از گروه اطلس-کنگو در پیرامون حوزه‌های رودهای سنگال و نیجر، جنوب و غرب تیمبوکتو تا شرق در جنوب-مرکز سودان تکلم می‌شوند. آن‌ها حدود ۱۰۰ میلیون گویشور دارند (۲۰۱۵) که بیشتر از گروه‌های مانده و ایجاو هستند.
- مانده
- دوگون
- بانگیمه
- سیامو
- ایجویی
- کردفانی